# Maria Aurora
Maria Aurora ist eine philippinische Stadtgemeinde in der Provinz Aurora. Sie hat 40.734 Einwohner (Zensus 1. August 2015).
Maria Aurora ist die einzige Stadtgemeinde von Aurora, die vollständig von Land umgeben ist. Maria Aurora wurde nach Maria Aurora Aragon Quezon der ersten Tochter und Aurora Aragon Quezon der Frau des Präsidenten Manuel Quezon benannt.  

## Baranggays
Maria Aurora ist politisch unterteilt in 40 Baranggays.
| - Alcala - Bagtu - Bangco - Bannawag - Barangay I (Pob.) - Barangay II (Pob.) - Barangay III (Pob.) - Barangay IV (Pob.) - Baubo - Bayanihan - Bazal - Cabituculan East - Cabituculan West - Debucao | - Decoliat - Detailen - Diaat - Dialatman - Diaman - Dianawan - Dikildit - Dimanpudso - Diome - Estonilo - Florida - Galintuja - Cadayacan | - Malasin - Ponglo - Quirino - Ramada - San Joaquin - San Jose - San Leonardo - Santa Lucia - Santo Tomas - Suguit - Villa Aurora - Wenceslao - San Juan |